# Ludwig Metzger

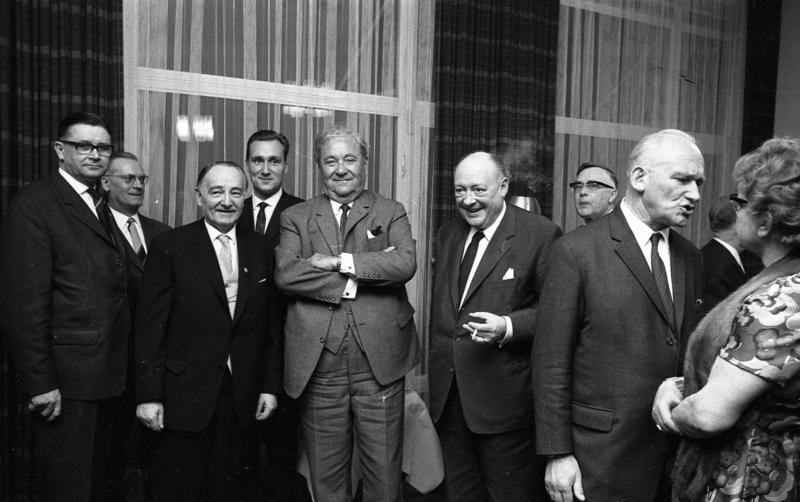

Ludwig Metzger (* 18. März 1902 in Darmstadt; † 13. Januar 1993 ebendort) war ein deutscher Politiker der SPD.

## Ausbildung, Beamtenlaufbahn, Studium und Anwaltstätigkeit
Metzger besuchte das Alte Realgymnasium (heute: Georg-Büchner-Schule (Darmstadt)). Nach der mittleren Reife trat er in den hessischen Verwaltungsdienst ein. Zunächst Schreibhilfe, wurde er 1918 Verwaltungsanwärter und 1922 Verwaltungsbeamter der Hessischen Hauptfürsorgestelle in Darmstadt. Nach einer externen Abiturprüfung studierte er Rechtswissenschaften und Volkswirtschaft in Gießen, München und Wien. Anschließend arbeitete er an der hessischen Gesandtschaft in Berlin und später als Gerichts- und Regierungsassessor in Gießen, Darmstadt, Mainz und Heppenheim. Nachdem er 1933 aus politischen Gründen aus dem Staatsdienst entlassen worden war, arbeitete er bis 1945 als Rechtsanwalt in Darmstadt. Zwischen 1943 und 1945 war er Leiter der Rechtsabteilung für die Deutsche Umsiedlungs-Treuhand (DUT) zunächst in Luxemburg, später zusätzlich in Straßburg.

## Partei
Seit 1930 gehörte Metzger der SPD an, an deren Wiederaufbau er sich ab 1945 beteiligte. Er war stellvertretender Unterbezirksvorsitzender der SPD-Darmstadt, Mitglied des Bezirksvorstandes der SPD Hessen-Süd sowie des SPD-Parteivorstands. 

## Abgeordneter
Metzger war von 1946 bis 1954 für den Wahlkreis Darmstadt-Stadt I direkt gewählter Landtagsabgeordneter in Hessen. Er gehörte dem Deutschen Bundestag von 1953 bis 1969 an und vertrat dort den Wahlkreis Darmstadt.
Vom 29. Oktober 1957 bis zum 21. Januar 1970 war er auch Mitglied des Europaparlaments, von 1966 bis 1970 als dessen Vizepräsident.

## Öffentliche Ämter
Von 1945 bis zum 9. Januar 1951 war Metzger Oberbürgermeister von Darmstadt. Bei seiner Wiederwahl im Juni 1948 wurde er mit den Stimmen der SPD- und der KPD-Fraktion gegen die Stimmen von CDU und LDP ernannt. Bald darauf trat er zurück, nachdem sein Nachtragshaushalt abgelehnt worden war, stellte sich jedoch erneut auf und wurde am 2. Dezember 1948 gewählt, diesmal mit den Stimmen von SPD, CDU und LDP. Vom 10. Januar 1951 bis zum 2. Dezember 1953 war Metzger hessischer Minister für Erziehung und Volksbildung.

## Religion
Metzger, der evangelischen Glaubens war, wurde 1929 Vorsitzender des Bundes religiöser Sozialisten in Hessen. 1934 beteiligte er sich an der Gründung der Bekennenden Kirche. Auch nach dem Ende des Zweiten Weltkriegs, als er schon Oberbürgermeister geworden war, beteiligte er sich als Gast an den Treffen des Hessischen Bruderrats, der häufig in Darmstadt tagte und seine Geschäftsstelle dort einrichtete.

## Ehrungen
Metzger erhielt 1954 die Goethe-Plakette des Landes Hessen. 1976 ernannte ihn die Stadt Darmstadt zum Ehrenbürger. Nach ihm sind der Ludwig-Metzger-Platz in Darmstadt und der Ludwig-Metzger-Preis der Sparkasse Darmstadt benannt.

## Familie
Sein Sohn Günther Metzger gehörte von 1969 bis 1976 ebenfalls dem Deutschen Bundestag an und war von 1981 bis 1993 auch Darmstädter Oberbürgermeister. Sein Enkel Jan Metzger war von 2009 bis 2019 Intendant von Radio Bremen. Sein Enkel Mathias Metzger ist mit der SPD-Politikerin Dagmar Metzger verheiratet.
Ludwig Metzger wurde auf dem Alten Friedhof (Grabstelle: III D 41) in Darmstadt bestattet.